# О’Брайен («1984»)
О’Бра́йен (англ. O'Brien) — один из героев романа Джорджа Оруэлла «1984», высокопоставленный член внутренней партии. Персонаж частично основан на Глеткине из «Слепящей тьмы» Артура Кестлера. О’Брайен является сотрудником полиции мыслей и занимается наблюдением и перевоспитанием.

## О персонаже
У О’Брайена есть слуга по имени Мартин (англ. Martin). Мартин появляется в единственной сцене за весь роман — когда Уинстон и Джулия приходят в гости к его хозяину. Внешность Мартина описывается так: «низкорослый щуплый человек с монголоидным лицом, в белом костюме слуги». Во время этой сцены Мартин не произносит ни слова. Тем не менее прямым текстом не сообщается, что он немой.
О’Брайен вызывает симпатию у Уинстона, который решает, что ему можно доверять. В своём дневнике Уинстон пишет, что этот дневник ведётся для О’Брайена и только он сможет помочь ему в борьбе с диктатурой ангсоца. О’Брайен сначала представляется Уинстону и Джулии как представитель тайной организации, противостоящей ангсоцу и возглавляемой Эммануэлем Гольдстейном. Но вскоре выясняется, что он — агент полиции мыслей. Однако, даже после своего ареста Уинстон сохраняет некоторую часть своего уважения к О’Брайену.
О'Брайен был рослый плотный мужчина с толстой шеей и грубым насмешливым лицом. Несмотря на грозную внешность, он был не лишён обаяния. Он имел привычку поправлять очки на носу, и в этом характерном жесте было что-то до странности обезоруживающее, что-то неуловимо интеллигентное. Дворянин восемнадцатого века, предлагающий свою табакерку, — вот что пришло бы на ум тому, кто ещё способен был бы мыслить такими сравнениями.

## Воплощения
- В оригинальном романе не называется имя О’Брайена, ничего не говорится о его прошлом. В романе «1985» — продолжении «1984», написанном венгерским автором Дьёрдем Далошем, — О’Брайен имеет имя — Джеймс (англ. James O'Brien). Там же даются некоторые факты его биографии. В частности, упоминается, что О’Брайен — незаконнорожденный сын английского лорда и служанки, усыновлённый рабочим ирландского происхождения.
- В экранизации романа 1956 года О’Брайен получил другую фамилию — О’Коннор (англ. O'Connor). Это было связано с тем, что актёра, исполняющего роль Уинстона, звали Эдмонд О’Брайен.
- Роль О’Брайена в экранизации 1984 года стала последней ролью британского актёра Ричарда Бёртона.